# Frank Hancock

a Compétitions nationales et continentales officielles uniquement.

b Matchs officiels uniquement.
Francis Escott Hancock, né le 7 juillet 1859 à Wiveliscombe et mort le 29 octobre 1943 dans la même ville, est un joueur de rugby à XV international gallois qui évolue au poste de centre. Il révolutionne le rugby en promouvant un système de jeu avec deux centres d'abord dans son club du Cardiff RFC puis en sélection nationale. 

## Carrière
Hancock commence le rugby à XV dans le comté du Somerset : il est le capitaine du club local et joue également pour l'équipe du comté. Il déménage à Cardiff pour travailler dans la brasserie appartenant à sa famille. Il rejoint alors l'équipe du Cardiff RFC où il occupe le poste de centre en remplacement de Tom Williams qui est blessé. Lors de son premier match, Hancock fait une prestation remarquée en marquant deux essais. Sa bonne performance pose problème aux comités du club qui souhaitent à la fois le garder au poste de centre mais également faire jouer Williams à ce poste à son retour de blessure. Plutôt que de faire un choix de personnes, les dirigeants décident de changer la composition traditionnelle de l'équipe en faisant jouer deux centres. Hancock et Williams forment ainsi la première paire de centres de l'histoire du rugby. Cette tactique inédite se révèle un succès et le club gallois garde cette configuration de jeu jusqu'à la fin de la saison 1883-1884.
À peine deux mois après son arrivée au pays de Galles, Hancock devient titulaire du Cardiff RFC, participe à un changement tactique qui va marquer l'histoire du rugby et est appelé en équipe nationale galloise. Il dispute son premier match international contre l'Irlande lors du dernier match du tournoi britannique de 1884. Les Gallois gagnent la rencontre 5 à 0 avec deux essais de William Norton et Tom Clapp. Hancock est de nouveau sélectionné lors du match suivant contre les Anglais en janvier de l'année suivante, puis contre les Écossais. Le pays de Galles perd la première rencontre et fait un match nul sans point marqué lors de la seconde. Le troisième match n'a pas lieu et le Tournoi n'est pas terminé en raison de conflits entre les fédérations. Peu après, il devient le capitaine du club de Cardiff et révolutionne le jeu de son équipe. Il demande à ses coéquipiers de ne pas tenter les pénalités et les drops mais de se concentrer sur le jeu à la main pour marquer des essais. Au cours de la saison, le club gallois marque un total impressionnant de 131 essais mais aucune pénalité ni aucun drop. Hancock va même jusqu'à sermonner violemment l'un de ses joueurs qui tente un drop lors d'un match. Il est un capitaine intransigeant et impose sa vision du jeu de manière très autoritaire, mais sa tactique se révèle couronnée de succès puisque l'équipe ne perd qu'un match et concède seulement quatre essais au cours de la saison.
Hancock dispute son dernier match international lors du tournoi britannique 1886 contre l'Écosse. Il est nommé capitaine pour cette rencontre et il essaie son nouveau système de jeu à deux centres mis en place en club. C'est une première dans un match international et Hancock est associé avec Arthur Gould, joueur de Newport, pour constituer la première paire de centres de l'histoire du rugby. Ce choix tactique se révèle désastreux car les avants gallois ne peuvent faire face aux neuf avants écossais. Cette tactique inédite se révèle un succès et le club gallois garde cette configuration de jeu jusqu'à la fin de la saison 1883-1884. Le XV du Poireau encaisse trois essais dont deux convertis sans pourtant marquer le moindre point. À la mi-temps, Hancock décide donc de revenir au système classique en repositionnant dans le pack Harry Bowen qui joue arrière jusque-là, et Gould récupère la place du numéro 15 laissé vacante par Bowen. Mais ce changement tactique ne modifie pas la physionomie du match et les Gallois ne marquent aucun essai en seconde mi-temps. Cette tentative est jugée comme un échec et Gould convainc les entraîneurs de l'équipe galloise de revenir au système traditionnel. Le système de jeu prôné Hancock à quatre trois-quarts n'est retenté que deux ans plus tard lors de la rencontre contre les Māori néo-zélandais dans le cadre de leur tournée de 1888. La dernière rencontre du tournoi contre les Irlandais n'est pas disputée à cause de contentieux entre les deux fédérations. Hancock prend sa retraite à la fin de la saison, a seulement 26 ans.
Le 6 mai 2011, Hancock est intronisé au Temple de la renommée IRB.

## Palmarès
Frank Hancock ne remporte pas le Tournoi britannique en trois participations. Au niveau des clubs, les clubs gallois, tout comme les clubs anglais, conviennent de rencontres amicales et ne disputent pas de championnat officiel. Hancock ne remporte donc pas de trophée en club.
| Édition                  | Rang | Résultats pays de Galles | Résultats Frank Hancock | Matches Frank Hancock |
| ------------------------ | ---- | ------------------------ | ----------------------- | --------------------- |
| Tournoi britannique 1884 | 3    | 1 v, 0 n, 2 d            | 1 v, 0 n, 0 d           | 1/3                   |
| Tournoi britannique 1885 | 3    | 0 v, 1 n, 1 d            | 0 v, 1 n, 1 d           | 2/2                   |
| Tournoi britannique 1886 | 3    | 0 v, 0 n, 2 d            | 0 v, 0 n, 2 d           | 1/2                   |

Légende : v = victoire ; n = match nul ; d = défaite ; la ligne est en gras quand il y a Grand Chelem.

## Statistiques en équipe nationale
En deux ans, Frank Hancock dispute quatre matches avec l'équipe du pays de Galles. Il participe à trois tournois britanniques. Il est capitaine du XV du poireau une seule fois lors de sa dernière sélection en 1886.
| Année | Compétition         | Matches | Points | Essais | Ang | Irl | Éco |
| ----- | ------------------- | ------- | ------ | ------ | --- | --- | --- |
| 1884  | Tournoi britannique | 1       | -      | -      | -   | 1   | -   |
| 1885  | Tournoi britannique | 2       | -      | -      | 1   | -   | 1   |
| 1886  | Tournoi britannique | 1       | -      | -      | -   | -   | 1   |
| Total | Total               | 4       | 0      | 0      | 1   | 1   | 2   |